# Northern Trust
A Northern Trust Corporation é uma empresa de serviços financeiros com sede em Chicago, Illinois, que atende empresas, investidores institucionais e pessoas com patrimônio líquido muito alto. É um dos maiores bancos dos Estados Unidos e um dos mais antigos em operação contínua. Em 31 de dezembro de 2018, possuía 1,07 trilhão de dólares em ativos sob gestão e 10,13 trilhões de dólares em ativos sob custódia. Northern Trust Corporation é constituída em Delaware.
A empresa possui escritórios em 20 estados e localizações nos EUA em 23 países no Canadá, Europa, Oriente Médio e região Ásia-Pacífico. Está em 486.º lugar na Fortune 1000 em fevereiro de 2019.

## Operações atuais

### Serviços Corporativos e Institucionais (C&IS)
A C&IS é uma provedora global de banco depositário, administração de fundos, terceirização de operações de investimento, gerenciamento de investimentos, serviços de risco e análise de investimentos, serviços de benefícios a empregados, empréstimo de títulos, mercado de câmbio, serviços de corretagem, serviços de gerenciamento de transição, serviços bancários e serviços de administração de caixa para fundos de pensão públicos e corporativos, fundações, doações financeiras, gestores de fundos, companhias de seguros, fundos soberanos, entre outros.

### Gestão de Patrimônios
Mais de 20% das famílias mais ricas dos Estados Unidos são clientes da divisão de gerenciamento de patrimônio da empresa. Ele fornece confiança pessoal, gestão de investimentos, banco depositário e serviços filantrópicos, consultoria financeira, tutela e administração de imóveis, planos de aposentadoria qualificados e bancos privados e comerciais. O Wealth Management concentra-se em indivíduos e famílias de alto patrimônio líquido, proprietários de empresas, executivos, profissionais, aposentados e empresas privadas estabelecidas em seus mercados-alvo com ativos normalmente superiores a 75 milhões de dólares. Os serviços de Gerenciamento de Patrimônio são entregues através de uma rede de 85 escritórios em 18 estados dos EUA, além de escritórios em Londres, Guernsey e Abu Dhabi.

### Northern Trust Asset Management (NTAM)
O Northern Trust Asset Management fornece serviços de gerenciamento de investimentos. Os clientes incluem contas administradas separadamente institucionais e individuais, fundos comuns e coletivos bancários, empresas de investimento registradas, fundos de investimento coletivo fora dos EUA e fundos de investimento privado não registrados. Oferece estratégias de gerenciamento ativo e de gerenciamento passivo para investimentos em ações e renda fixa, bem como classes alternativas de ativos, como private equity e fundos de cobertura e produtos e serviços para vários gestores.

## História
A Northern Trust foi fundada em 1889 por Byron Laflin Smith em um escritório de um cômodo no Rookery Building em The Loop, Chicago, com foco no fornecimento de serviços bancários e de confiança para os cidadãos prósperos da cidade. Foi inaugurado em 12 de agosto de 1889 com 7 contas e 137.981,25 dólares em depósitos. Smith forneceu 40% da capitalização original do banco, de 1 milhão de dólares, e os 27 acionistas originais incluíam empresários e líderes cívicos como Marshall Field, Martin A. Ryerson e Philip D. Armour.
A sede da empresa, construída na 50 South LaSalle Street, no distrito financeiro de Chicago, data de 1905 e foi projetada por Frost e Granger. A estrutura abriu com cinco andares, mas foi projetada para acomodar andares adicionais. No entanto, quando o banco precisou de espaço adicional em 1965, optou por construir um novo edifício de 14 andares em estilo internacional a oeste e escolheu Cesar Pelli como arquiteto.
Em março de 1914, Byron Laflin Smith morreu e seu filho, Solomon Albert Smith, assumiu o banco.
As políticas conservadoras da empresa foram úteis durante a década de 1920 e os ativos da empresa realmente cresceram durante a Grande Depressão, enquanto muitos outros bancos sofreram falências.
Em 1941, quase metade de todas as contas comerciais do banco eram retiradas da área metropolitana de Chicago. Durante a Segunda Guerra Mundial, a empresa participou das ações de títulos de guerra do governo e concedeu empréstimos para a fabricação de materiais de guerra sob programas especiais do governo. A guerra criou mais oportunidades para o banco; todos os setores de seus negócios se expandiram.
Durante a década de 1950, a Northern Trust gastou muito no desenvolvimento de serviços bancários automatizados, incluindo as primeiras demonstrações financeiras totalmente automatizadas para clientes de confiança.
Em outubro de 1963, Solomon A. Smith morreu. Solomon Byron Smith tornou-se presidente do comitê executivo e seu irmão, Edward Byron Smith, tornou-se presidente.
Em 1986, o banco adquiriu a First Lake Forest Corporation por 61 milhões de dólares em dinheiro.
Edward Byron Smith se aposentou como diretor executivo em 1979. Ele foi sucedido por E. Norman "Bud" Staub. Alguns anos depois, Philip W. K. Sweet assumiu o cargo, mas ele renunciou em 1984.
Em 1984, Weston Christopherson, ex-CEO da Jewel, assumiu o comando. Ele é creditado por guiar o banco em um período difícil, em que empréstimos a países latino-americanos estavam prejudicando os lucros. Quando os preços do petróleo caíram repentinamente no início dos anos 80, muitos países da América do Sul perceberam que não podiam pagar seus enormes empréstimos bancários. O banco sofreu perdas extraordinariamente altas. O gerenciamento agressivo, as reservas de empréstimos e as baixas contábeis permitiram ao banco restaurar a qualidade de seus ativos. Durante os seis anos de Christopherson no Northern Trust, os lucros aumentaram de 34 milhões de dólares para 113 milhões de dólares. No momento de sua aposentadoria, em 1990, a empresa era o 11º mais rentável dos 100 maiores bancos dos Estados Unidos.
Em 1990, o veterano da empresa, David W. Fox, tornou-se o sétimo CEO da empresa.
William A. Osborn foi nomeado presidente e diretor de operações em 1993 e tornou-se presidente e diretor executivo, além de presidente, em 1995.
Osborn deixou o cargo de presidente em 2006 e de CEO em 1 de janeiro de 2008. Frederick H. "Rick" Waddell tornou-se presidente e CEO.
Durante seu mandato, Waddell foi capaz de guiar o banco durante a crise financeira. Em 2009, o Northern Trust foi um dos três bancos capazes de obter grandes lucros. Além do M&T Bank, o Northern Trust foi o único banco no Índice S&P 500 a não reduzir seus dividendos durante a crise financeira de 2007-2008.
Em novembro de 2008, o Departamento do Tesouro dos Estados Unidos investiu 1,5 bilhão de dólares na empresa como parte do Troubled Asset Relief Program e, em junho de 2009, a empresa recomprou o investimento do Tesouro. A empresa foi criticada por gastos pesados em festas durante um torneio de golfe que patrocinou, apesar de receber fundos do governo.
A empresa se esforça para fornecer aproximadamente 1,5% de seus lucros antes de impostos para instituições de caridade todos os anos. Nos dez anos anteriores a 2014, a empresa concedeu mais de 120 milhões de dólares em apoio a organizações sem fins lucrativos.
Atualmente, a empresa patrocina o The Northern Trust, um evento PGA TOUR que é o primeiro evento nos playoffs da FedEx Cup. De 2008 a 2017, o Northern Trust patrocinou o Northern Trust Open em Los Angeles, também um evento do PGA TOUR.
Em 2 de outubro de 2017, a Northern Trust adquiriu as unidades de serviço de administração de fundos da UBS Asset Management na Suíça e no Luxemburgo.
A partir de 1 de janeiro de 2018, Michael O'Grady tornou-se diretor executivo da empresa. Ele também assumiu a presidência em 23 de janeiro de 2019.